# Little Kowai (rivière)

La rivière Little Kowai  (en anglais : Little Kowai’River) est un cours d’eau de la région de Canterbury de l’Île du Sud de la Nouvelle-Zélande .

## Géographie
Elle s’écoule vers le sud à partir de la chaîne de ‘Torlesse Range’ pour rejoindre la rivière Kowai à 2 kilomètres au nord de la ville de Springfield.